# Brodie Williams
Brodie Paul Williams (Chester-le-Street, 18 de marzo de 1999) es un deportista británico que compite en natación. Ganó una medalla de oro en el Campeonato Europeo de Natación de 2018, en la prueba de 4 × 100 m estilos.

## Palmarés internacional
| Campeonato Europeo | Campeonato Europeo    | Campeonato Europeo | Campeonato Europeo |
| Año                | Lugar                 | Medalla            | Prueba             |
| ------------------ | --------------------- | ------------------ | ------------------ |
| 2018               | Glasgow (Reino Unido) | Medalla de oro     | 4 × 100 m estilos  |